# Брюно Н'Готті
Брюно Н'Готті (фр. Bruno N'Gotty, нар. 10 червня 1971, Ліон) — французький футболіст, що грав на позиції захисника. По завершенні ігрової кар'єри — тренер. З 2015 року очолює тренерський штаб команди «Бельвіль».
Виступав, зокрема, за «Ліон» та «Парі Сен-Жермен», а також національну збірну Франції.
Володар Кубка Франції. Володар Кубка французької ліги. Чемпіон Італії. Володар Кубка Кубків УЄФА.

## Клубна кар'єра

### «Ліон»
Нащадок вихідців з Камерун. Вихованець клубу «Ліон». Брюно дебютував у складі першої команди в січні 1988 року у матчі Кубку Франції. У першому сезоні він зіграв ще один матч у Дивізіоні 2. Вже в наступному сезоні гравець провів 35 зустрічей і допоміг клубу вийти в Дивізіон 1. Захисник стабільно виступав в основі клубу протягом 8 сезонів

### «Парі Сен-Жермен»
Влітку 1995 року Н'Готті перейшов в клуб «Парі Сен-Жермен». 18 липня Брюно дебютував за ПСЖ в матчі з «Бастією» (2:2). 17 вересня він забив м'яч в свої ворота, принісши перемогу «Монпельє» (1:0), а 10 березня 1996 року забив перший м'яч за клуб, вразивши ворота своєї колишньої команди, «Ліона». У першому ж сезоні гравець виграв з командою Кубок кубків УЄФА. При цьому в фінальній грі футболіст забив єдиний м'яч, вразивши на 28 хвилині зустрічі ворота «Рапіда».
Роком пізніше клуб знову дійшов до фіналу Кубка кубків, але в цій грі Брюно вже став антигероєм: саме він сфолив у штрафному майданчику на Роналдо, який і реалізував пенальті, забивши перший і єдиний гол у грі. У наступному сезоні Н'Готті допоміг команді виграти Кубок Франції і Кубок ліги Франції. При цьому у фінальних іграх обох кубків захисник на поле не вийшов. Всього за клуб футболіст провів 120 матчів і забив 10 голів, частина з яких прямими ударами зі штрафних.

### «Мілан» та «Венеція»
У 1998 році Брюно перейшов у італійський клуб «Мілан». 24 липня він дебютував у складі клубу в товариській грі «Беллінцоною» (2:1). 8 вересня вперше провів офіційну гру за клуб: в рамках Кубкп Італії «россонері» програли «Торіно» з рахунком 0:2. А 12 вересня Н'Готті дебютував у Серії А у зустрічі з «Болоньєю» (3:0). У клубі склалася дуже серйозна конкуренція в обороні, де крім француза грав Алессандро Костакурта, Роберто Аяла, Паоло Мальдіні, Андре Крус і Луїджі Сала. Незважаючи на боротьбу за місце в основі, Брюно провів у першому сезоні 29 матчів і забив 1 гол, а також 15 березня 1999 року забив м'яч в свої ворота в дербі з «Інтернаціонале». При цьому, «россонері» відмовилися продавати захисника в «Ньюкасл Юнайтед», який пропонував за нього 5 млн фунтів стерлінгів. За підсумками сезону «Мілан» став чемпіоном країни.
У наступному сезоні гравець втратив місце в стартовому складі команди. 23 січня він провів останній матч за «Мілан» у зустрічі з «Лечче» (2:2). Після цього Брюно був орендований клубом «Венеція», за який він дебютував 30 січня в матчі з «Торіно» (2:2), а в наступній грі, 2 лютого з «Ромою», француз забив м'яч в свої ворота. Всього за «Венецію» Н'Готті зіграв 16 матчів; останній — 14 травня проти «Фіорентини» (0:3).
|  | Коли у мене була можливість поїхати в «Мілан», там був Фабіо Капелло, який хотів мене. Він думав грати в чотири захисники. Але коли я прийшов в «Мілан», Капелло вже був звільнений, і багато що змінилося. Наприклад, команда перейшла в схему гри з трьома захисниками. Там були Костакурта і Мальдіні, які обов'язково грали. І навіть тут у мене був хороший перший сезон, я виходив на поле майже в кожній грі. Але «Мілан» — це «Мілан». Це такий клуб, що коли він грає з чотирма захисниками, то йому потрібно вісім гравців одного рівня. І я був одним з тих восьми. Це не означає, що якщо я у великому клубі або заробляю багато грошей, то я щасливий. Я хотів грати. Бути запасним мене не цікавило. Я пішов в оренду тому, що не хотів залишатися на лаві запасних. Я міг залишитися в «Мілані», але мене цікавить не назва клубу, а можливість грати у футбол. |

### «Марсель»
Влітку 2000 року Брюно був куплений клубом «Марсель» за 3,8 млн доларів. 28 липня він дебютував у складі команди у матчі з «Труа». Сезон видався для «Олімпіка», який перебував у глибокій кризі, дуже невдалим: клуб зайняв 15 місце із 18 учасників. Наступний сезон Н'Готті знову почав в «Олімпіку»: він зіграв два матчі в чемпіонаті, останній 25 серпня з «Бастією». Після чого він перейшов у англійська клуб «Болтон Вондерерз» на правах оренди. За словами Н'Готті, він хотів покинути Марсель «не дивлячись ні на що».

### «Болтон Вондерерз»
19 вересня він дебютував у складі «Болтон Вондерерз» у матчі з «Блекберн Роверз» (1:1). 1 квітня 2002 року гравець забив перший гол за клуб, вразивши ворота «Евертона». В середині сезону «Болтон» викупив трансфер француза, який почав як правий захисник, а потім був переведений у центр оборони команди. Захисник залишався в «Болтоні» протягом 5 сезонів, провівши 172 матчі і забивши 6 голів. У травні 2006 року головний тренер «Болтона», Сем Еллардайс, ухвалив рішення про омолодження команди, і з футболістом не продовжили контракт. Останній матч за клуб H'Готті провів 16 квітня 2006 року проти «Вест Бромвіч Альбіон» (0:0).

### Завершення кар'єри
6 липня 2006 року Брюно підписав річний контракт з клубом «Бірмінгем Сіті». Він провів у складі команди 27 матчів і забив 2 голи. У травні 2007 року клуб запропонував H'Готті продовжити контракт ще на рік, але французький футболіст вважав за краще підписати контракт з «Лестер Сіті» терміном на 2 роки. Він зіграв за клуб 43 матчі.
25 вересня 2008 року захисник був орендований клубом «Герефорд Юнайтед» строком на місяць. 27 вересня він дебютував у складі команди у матчі з «Лідс Юнайтед» (0:1). 25 жовтня орендна угода була продовжена ще на один місяць. 1 листопада 2008 року H'Готті на 9 хвилині зустрічі з «Пітерборо Юнайтед» отримав важку травму — розрив ахіллового сухожилля. 29 травня 2009 року контракт Брюно і «Лестера» закінчився і гравець завершив професійну кар'єру. 
В 2011 році H'Готті повернувся у футбол, щоб грати за аматорський клуб «Латт». У 2013 році він почав грати за іншу аматорську команду — «Бельвіль». У 2015 році-Готті перестав грати, ставши працювати тренером в «Божоле».
У липні 2017 року Брюно став спортивним директором клубу «Крюсей».

## Виступи за збірну
17 серпня 1994 року він дебютував в основному складі збірної Франції у зустрічі з Чехією, в тому ж матчі вперше одягли форму національної команди Зінедін Зідан і Ліліан Тюрам Після цього тривалий час за збірну не грав і лише у листопаді 1996 року повернувся до складу збірної. Протягом кар'єри у національній команді, яка тривала 4 роки, провів у формі головної команди країни 6 матчів.
Востаннє був викликаний до табору національної команди 12 лютого 1999 року, коли провів матч за другу збірну проти другої збірної Бельгії (2:1).

## Статистика

### Клубна
| Сезон     | Команда           | Чемпіонат    | Чемпіонат | Чемпіонат | Кубок | Кубок | Міжнародні | Міжнародні | Інші       | Інші | Інші |
| Сезон     | Команда           | Ліга         | Ігри      | Голи      | Ігри  | Голи  | Ігри       | Голи       | Турнір     | Ігри | Голи |
| --------- | ----------------- | ------------ | --------- | --------- | ----- | ----- | ---------- | ---------- | ---------- | ---- | ---- |
| 1987/1988 | Олімпік Ліон      | Дивізіон 2   | 1         | 0         | 1     | 0     | —          | —          | —          | —    | —    |
| 1988/1989 | Олімпік Ліон      | Дивізіон 2   | 30        | 1         | 5     | 0     | —          | —          | —          | —    | —    |
| 1989/1990 | Олімпік Ліон      | Дивізіон 1   | 28        | 0         | 1     | 0     | —          | —          | —          | —    | —    |
| 1990/1991 | Олімпік Ліон      | Дивізіон 1   | 37        | 2         | 1     | 0     | —          | —          | —          | —    | —    |
| 1991/1992 | Олімпік Ліон      | Дивізіон 1   | 36        | 1         | 1     | 0     | 4          | 0          | Кубок Ліги | ?    | ?    |
| 1992/1993 | Олімпік Ліон      | Дивізіон 1   | 36        | 3         | 1     | 0     | —          | —          | —          | —    | —    |
| 1993/1994 | Олімпік Ліон      | Дивізіон 1   | 36        | 3         | 1     | 0     | —          | —          | Кубок Ліги | ?    | ?    |
| 1994/1995 | Олімпік Ліон      | Дивізіон 1   | 35        | 3         | 1     | 0     | —          | —          | Кубок Ліги | 1    | 0    |
| 1995/1996 | Парі Сен-Жермен   | Дивізіон 1   | 24        | 1         | 2     | 1     | 7          | 1          | Кубок Ліги | 0    | 0    |
| 1996/1997 | Парі Сен-Жермен   | Дивізіон 1   | 30        | 4         | 3     | 0     | 9          | 0          | Кубок Ліги | 1    | 0    |
| 1997/1998 | Парі Сен-Жермен   | Дивізіон 1   | 26        | 2         | 3     | 0     | 6          | 1          | Кубок Ліги | 2    | 0    |
| 1998/1999 | Мілан             | Серія А      | 25        | 1         | 4     | 0     | 0          | 0          | —          | —    | —    |
| 1999/2000 | Мілан             | Серія А      | 9         | 0         | 1     | 0     | 2          | 0          | Суперкубок | 1    | 0    |
| 1999/2000 | Венеція           | Серія А      | 16        | 0         | 2     | 0     | —          | —          | —          | —    | —    |
| 2000/2001 | Олімпік (Марсель) | Дивізіон 1   | 30        | 0         | 2     | 0     | —          | —          | Кубок Ліги | 1    | 0    |
| 2001/2002 | Олімпік (Марсель) | Дивізіон 1   | 2         | 0         | 0     | 0     | —          | —          | Кубок Ліги | 0    | 0    |
| 2001/2002 | Болтон Вондерерз  | Прем'єр-ліга | 26        | 1         | 0     | 0     | —          | —          | Кубок Ліги | 3    | 0    |
| 2002/2003 | Болтон Вондерерз  | Прем'єр-ліга | 23        | 1         | 1     | 0     | —          | —          | Кубок Ліги | 0    | 0    |
| 2003/2004 | Болтон Вондерерз  | Прем'єр-ліга | 33        | 3         | 0     | 0     | —          | —          | Кубок Ліги | 6    | 1    |
| 2004/2005 | Болтон Вондерерз  | Прем'єр-ліга | 37        | 0         | 4     | 0     | —          | —          | Кубок Ліги | 0    | 0    |
| 2005/2006 | Болтон Вондерерз  | Прем'єр-ліга | 29        | 0         | 2     | 0     | —          | —          | Кубок Ліги | 1    | 0    |
| 2006/2007 | Бірмінгем Сіті    | Чемпіоншип   | 25        | 1         | 2     | 1     | —          | —          | Кубок Ліги | 0    | 0    |
| 2007/2008 | Лестер Сіті       | Чемпіоншип   | 38        | 0         | 1     | 0     | —          | —          | Кубок Ліги | 4    | 0    |
| 2008/2009 | Лестер Сіті       | Чемпіоншип   | 0         | 0         | 0     | 0     | —          | —          | Кубок Ліги | 0    | 0    |
| 2008/2009 | Герефорд Юнайтед  | Перша ліга   | 8         | 0         | 0     | 0     | —          | —          | Кубок Ліги | 0    | 0    |

### Збірна
| Матчі Брюно Н'Готті за збірну Франції | Матчі Брюно Н'Готті за збірну Франції | Матчі Брюно Н'Готті за збірну Франції | Матчі Брюно Н'Готті за збірну Франції | Матчі Брюно Н'Готті за збірну Франції | Матчі Брюно Н'Готті за збірну Франції | Матчі Брюно Н'Готті за збірну Франції |
| ------------------------------------- | ------------------------------------- | ------------------------------------- | ------------------------------------- | ------------------------------------- | ------------------------------------- | ------------------------------------- |
| №                                     | Дата                                  | Місце проведення                      | Опонент                               | Рахунок                               | Голи                                  | Турнір                                |
| 1                                     | 17 серпня 1994                        | Бордо                                 | Чехія                                 | 2:2                                   | —                                     | Товариський матч                      |
| 2                                     | 9 листопада 1996                      | Копенгаген                            | Данія                                 | 0:1                                   | —                                     | Товариський матч                      |
| 3                                     | 22 січня 1997                         | Брага                                 | Португалія                            | 2:0                                   | —                                     | Товариський матч                      |
| 4                                     | 26 лютого 1997                        | Париж                                 | Нідерланди                            | 2:1                                   | —                                     | Товариський матч                      |
| 5                                     | 7 червня 1997                         | Монпельє                              | Англія                                | 0:1                                   | —                                     | Товариський матч                      |
| 6                                     | 11 червня 1997                        | Париж                                 | Італія                                | 2:2                                   | —                                     | Товариський матч                      |

## Титули і досягнення
- Володар Суперкубка Франції (1):

«Парі Сен-Жермен»: 1997
- Володар Кубка Франції (1):

«Парі Сен-Жермен»: 1997–98
- Володар Кубка французької ліги (1):

«Парі Сен-Жермен»: 1997–98
- Чемпіон Італії (1):

«Мілан»: 1998–99
- Володар Кубка Кубків УЄФА (1):

«Парі Сен-Жермен»: 1995–96